# Giro d'Italia 1978
61. ročník cyklistického závodu Giro d'Italia se konal mezi 7. a 28. květnem 1978. Vítězem se stal Belgičan Johan De Muynck, který je k začátku sezóny 2021 posledním belgickým vítězem Grand Tour.

## Týmy
Na Giro d'Italia 1978 bylo pozváno celkem 13 týmů. Každý tým poslal na start 10 jezdců, celkově tedy odstartovalo 130 jezdců. Do cíle v Miláně dojelo 90 jezdců.
Týmy, které se zúčastnily závodu, byly:
- Bianchi–Faema
- Fiorella
- Gis Gelati
- Ijsboerke–Gios
- Intercontinentale–Assicurazioni
- Magniflex–Torpado
- Mecap–Selle Italia
- Sanson
- Scic
- Selle Royal–Inoxpran
- Teka
- Vibor
- Zonca

## Trasa a etapy
Trasa závodu byla odhalena 8. března 1978.
| Etapa | Datum         | Trasa                       | Vzdálenost          | Typ                 | Typ                  | Vítěz                          |                     |
| ----- | ------------- | --------------------------- | ------------------- | ------------------- | -------------------- | ------------------------------ | ------------------- |
| P     | 7. května     | Saint-Vincent               | 2 km (1 mi)         |                     | Individuální časovka | Dietrich Thurau (GER)          |                     |
| 1     | 8. května     | Saint-Vincent - Novi Ligure | 175 km (109 mi)     |                     | Rovinatá etapa       | Rik Van Linden (BEL)           |                     |
| 2     | 9. května     | Novi Ligure - La Spezia     | 195 km (121 mi)     |                     | Horská etapa         | Giuseppe Saronni (ITA)         |                     |
| 3     | 10. května    | La Spezia - Càscina         | 183 km (114 mi)     |                     | Horská etapa         | Johan De Muynck (BEL)          |                     |
| 4     | 11. května    | Larciano - Pistoia          | 25 km (16 mi)       |                     | Individuální časovka | Dietrich Thurau (GER)          |                     |
| 5     | 12. května    | Prato - Cattolica           | 200 km (124 mi)     |                     | Horská etapa         | Rik Van Linden (BEL)           |                     |
| 6     | 13. května    | Cattolica - Silvi Marina    | 218 km (135 mi)     |                     | Rovinatá etapa       | Rik Van Linden (BEL)           |                     |
| 7     | 14. května    | Silvi Marina - Benevento    | 242 km (150 mi)     |                     | Horská etapa         | Giuseppe Saronni (ITA)         |                     |
| 8     | 15. května    | Benevento - Ravello         | 175 km (109 mi)     |                     | Horská etapa         | Giuseppe Saronni (ITA)         |                     |
| 9     | 16. května    | Amalfi - Latina             | 248 km (154 mi)     |                     | Rovinatá etapa       | Enrico Paolini (ITA)           |                     |
| 10    | 17. května    | Latina - Lago di Piediluco  | 220 km (137 mi)     |                     | Horská etapa         | Giuseppe Martinelli (ITA)      |                     |
| 11a   | 18. května    | Terni - Assisi              | 74 km (46 mi)       |                     | Rovinatá etapa       | Bruno Zanoni (ITA)             |                     |
| 11b   | 18. května    | Assisi - Siena              | 145 km (90 mi)      |                     | Rovinatá etapa       | Francesco Moser (ITA)          |                     |
| 12    | 19. května    | Poggibonsi - Monte Trebbio  | 204 km (127 mi)     |                     | Horská etapa         | Giancarlo Bellini (ITA)        |                     |
| 13    | 20. května    | Modigliana - Padua          | 183 km (114 mi)     |                     | Rovinatá etapa       | Francesco Moser (ITA)          |                     |
| 14    | 21. května    | Venezia - Venezia           | 12 km (7 mi)        |                     | Individuální časovka | Francesco Moser (ITA)          |                     |
|       | 22. května    | Den odpočinku               | Den odpočinku       | Den odpočinku       | Den odpočinku        | Den odpočinku                  | Den odpočinku       |
| 15    | 23. května    | Treviso - Canazei           | 234 km (145 mi)     |                     | Horská etapa         | Gianbattista Baronchelli (ITA) |                     |
| 16    | 24. května    | Mazzin - Cavalese           | 48 km (30 mi)       |                     | Individuální časovka | Francesco Moser (ITA)          |                     |
| 17    | 25. května    | Cavalese - Monte Bondone    | 205 km (127 mi)     |                     | Horská etapa         | Wladimiro Panizza (ITA)        |                     |
| 18    | 26. května    | Mezzolombardo - Sarezzo     | 245 km (152 mi)     |                     | Horská etapa         | Giuseppe Perletto (ITA)        |                     |
| 19    | 27. května    | Brescia - Inverigo          | 175 km (109 mi)     |                     | Horská etapa         | Vittorio Algeri (ITA)          |                     |
| 20    | 28. května    | Inverigo - Milan            | 220 km (137 mi)     |                     | Rovinatá etapa       | Pierino Gavazzi (ITA)          |                     |
|       | Celková délka | Celková délka               | 3 610 km (2 243 mi) | 3 610 km (2 243 mi) | 3 610 km (2 243 mi)  | 3 610 km (2 243 mi)            | 3 610 km (2 243 mi) |

## Průběžné pořadí
| Etapa          | Vítěz                    | Celkové pořadí · | Bodovací soutěž ·  | Vrchařská soutěž · | Soutěž mladých jezdců | Soutěž týmů |
| -------------- | ------------------------ | ---------------- | ------------------ | ------------------ | --------------------- | ----------- |
| P              | Dietrich Thurau          | neuděleno        | neuděleno          | neuděleno          | neuděleno             | neuděleno   |
| 1              | Rik Van Linden           | Rik Van Linden   | Rik Van Linden     | ?                  | ?                     | ?           |
| 2              | Giuseppe Saronni         | Rik Van Linden   | Rik Van Linden     | ?                  | ?                     | ?           |
| 3              | Johan De Muynck          | Johan De Muynck  | Rik Van Linden     | ?                  | ?                     | ?           |
| 4              | Dietrich Thurau          | Johan De Muynck  | Giuseppe Saronni   | ?                  | ?                     | ?           |
| 5              | Rik Van Linden           | Johan De Muynck  | Francesco Moser    | ?                  | ?                     | ?           |
| 6              | Rik Van Linden           | Johan De Muynck  | Rik Van Linden     | ?                  | ?                     | ?           |
| 7              | Giuseppe Saronni         | Johan De Muynck  | Roger De Vlaeminck | ?                  | ?                     | ?           |
| 8              | Giuseppe Saronni         | Johan De Muynck  | Giuseppe Saronni   | ?                  | ?                     | ?           |
| 9              | Enrico Paolini           | Johan De Muynck  | Roger De Vlaeminck | ?                  | ?                     | ?           |
| 10             | Giuseppe Martinelli      | Johan De Muynck  | Giuseppe Saronni   | ?                  | ?                     | ?           |
| 11a            | Bruno Zanoni             | Johan De Muynck  | Giuseppe Saronni   | ?                  | ?                     | ?           |
| 11b            | Francesco Moser          | Johan De Muynck  | Roger De Vlaeminck | ?                  | ?                     | ?           |
| 12             | Giancarlo Bellini        | Johan De Muynck  | Francesco Moser    | ?                  | ?                     | ?           |
| 13             | Francesco Moser          | Johan De Muynck  | Francesco Moser    | ?                  | ?                     | ?           |
| 14             | Francesco Moser          | Johan De Muynck  | Francesco Moser    | ?                  | ?                     | ?           |
| 15             | Gianbattista Baronchelli | Johan De Muynck  | Francesco Moser    | ?                  | ?                     | ?           |
| 16             | Francesco Moser          | Johan De Muynck  | Francesco Moser    | ?                  | ?                     | ?           |
| 17             | Wladimiro Panizza        | Johan De Muynck  | Francesco Moser    | Ueli Sutter        | ?                     | ?           |
| 18             | Giuseppe Perletto        | Johan De Muynck  | Francesco Moser    | Ueli Sutter        | ?                     | ?           |
| 19             | Vittorio Algeri          | Johan De Muynck  | Francesco Moser    | Ueli Sutter        | ?                     | ?           |
| 20             | Pierino Gavazzi          | Johan De Muynck  | Francesco Moser    | Ueli Sutter        | Roberto Visentini     | Bianchi     |
| Konečné pořadí | Konečné pořadí           | Johan De Muynck  | Francesco Moser    | Ueli Sutter        | Roberto Visentini     | Bianchi     |

## Konečné pořadí
| Legenda       | Legenda                           | Legenda                           | Legenda                            |
| ------------- | --------------------------------- | --------------------------------- | ---------------------------------- |
| Pink jersey   | Označuje vítěze celkového pořadí. | Green jersey                      | Označuje vítěze vrchařské soutěže. |
| Purple jersey | Označuje vítěze bodovací soutěže. | Označuje vítěze bodovací soutěže. | Označuje vítěze bodovací soutěže.  |

### Celkové pořadí
| Pořadí | Jméno                          | Tým       | Čas          |
| ------ | ------------------------------ | --------- | ------------ |
| 1      | Johan De Muynck (BEL)          | Bianchi   | 101h 31' 22" |
| 2      | Gianbattista Baronchelli (ITA) | Scic      | + 59"        |
| 3      | Francesco Moser (ITA)          | Sanson    | + 2' 19"     |
| 4      | Wladimiro Panizza (ITA)        | Vibor     | + 7' 57"     |
| 5      | Giuseppe Saronni (ITA)         | Scic      | + 8' 19"     |
| 6      | Ronald De Witte (BEL)          | Sanson    | + 8' 24"     |
| 7      | Alfio Vandi (ITA)              | Magniflex | + 9' 04"     |
| 8      | Claudio Bortolotto (ITA)       | Sanson    | + 9' 25"     |
| 9      | Bernt Johansson (SWE)          | Fiorella  | + 12' 36"    |
| 10     | Ueli Sutter (SUI)              | Zonca     | + 12' 38"    |

### Bodovací soutěž
| Pořadí | Jezdec                         | Tým     | Body |
| ------ | ------------------------------ | ------- | ---- |
| 1      | Francesco Moser (ITA)          | Sanson  | 275  |
| 2      | Giuseppe Saronni (ITA)         | Scic    | 274  |
| 3      | Gianbattista Baronchelli (ITA) | Scic    | 260  |
| 4      | Pierino Gavazzi (ITA)          | Zonca   | 130  |
| 5      | Johan De Muynck (BEL)          | Bianchi | 118  |

### Vrchařská soutěž
| Pořadí | Jezdec                         | Tým     | Body |
| ------ | ------------------------------ | ------- | ---- |
| 1      | Ueli Sutter (SUI)              | Zonca   | 830  |
| 2      | Gianbattista Baronchelli (ITA) | Scic    | 520  |
| 3      | Claudio Bortolotto (ITA)       | Sanson  | 345  |
| 4      | Pedro Torres (ESP)             | Teka    | 345  |
| 5      | Johan De Muynck (BEL)          | Bianchi | 290  |

### Soutěž mladých jezdců
| Pořadí | Jezdec                    | Tým                             | Čas          |
| ------ | ------------------------- | ------------------------------- | ------------ |
| 1      | Roberto Visentini (ITA)   | Vibor                           | 101h 50' 17" |
| 2      | Giancarlo Casiraghi (ITA) | Intercontinentale Assicurazioni | + 41' 33"    |
| 3      | Ennio Vanotti (ITA)       | Zonca                           | + 54' 39"    |
| 4      | Claudio Corti (ITA)       | Zonca                           | + 1h 05' 20" |
| 5      | Vincenzo De Caro (ITA)    | Mecap                           | + 1h 19' 15" |

### Soutěž Campionato delle Regioni
| Pořadí | Jezdec                    | Tým                             | Body |
| ------ | ------------------------- | ------------------------------- | ---- |
| 1      | Fiorenzo Favero (ITA)     | Intercontinentale Assicurazioni | 38   |
| 2      | Alessio Antonini (ITA)    | Selle Royal-Inoxpran            | 27   |
| 3      | Giuseppe Martinelli (ITA) | Magniflex                       | 19   |
| 4      | Giuseppe Saronni (ITA)    | Scic                            | 17   |
| 5      | Giancarlo Tartoni (ITA)   | Magniflex                       | 13   |

### Soutěž Traguardo Fiat Ritmo
| Pořadí | Jezdec                   | Tým                             | Body |
| ------ | ------------------------ | ------------------------------- | ---- |
| 1      | Luciano Rossignoli (ITA) | Fiorella                        | 37   |
| 2      | Walter Dusi (ITA)        | Intercontinentale Assicurazioni | 16   |
| 3      | Ottavio Crepaldi (ITA)   | Magniflex                       | 13   |

### Bodovací soutěž týmů
| Pořadí | Tým     | Body  |
| ------ | ------- | ----- |
| 1      | Bianchi | 15540 |
| 2      | Sanson  | 9420  |
| 3      | Scic    | 8107  |